# هیتومی ماتسوشیتا
هیتومی ماتسوشیتا (انگلیسی: Hitomi Matsushita؛ زادهٔ ۸ ژوئن ۱۹۵۴) بازیکن هندبال اهل ژاپن بود.